# Viktoria Tocca
Hanna Viktoria Tocca, född Krantz 17 mars 1976 i Sköns församling i Västernorrlands län, är en svensk artist och producent..
Hon har bland annat spelat huvudroller i flera musikaler såsom The Phantom of the Opera, Broarna i Madison County och Evita. I egenskap av soloartist har hon dessutom givit ut flera album. Tocca har producerat föreställningen Från Broadway till Duvemåla som turnerat Sverige runt sedan 2016.

## Biografi

### Uppväxt
Tocca tillbringade sina första år i Timrå och Gävle innan hon 1984 flyttade med familjen till Täby strax norr om Stockholm. Väl i huvudstaden sökte hon och kom in på Adolf Fredriks musikklasser innan hon genomgick gymnasiet vid Tibble gymnasium.
Efter studentexamen 1995 antogs Tocca till musikalutbildningen vid Balettakademien i Göteborg där hon efter tre års studier avlade examen.

### Familj
Viktoria Tocca var tidigare gift med affärsmannen Stefan Tocca. De har tillsammans två barn. Familjen bodde 2008–2014 i Rumänien.

## Artist

### Musikaler
På musikalscenen har Viktoria Tocca spelat flera huvudroller, däribland Christine Daaé i The Phantom of the Opera, Francesca Johnson i Broarna i Madison County], Evita Perón i Evita och Kejsarinnan Sissi i Ludwig II. Hon har dessutom gjort rollen som Cecilia Algotsdotter i Musikäventyret Arn de Gothia på Dalhalla, samt medverkat i Åsa Jinders egenskrivna musikal Det hände i Hårga.
Sedan 2016 är Tocca en av huvudsolisterna vid musikalkonsertturnén Från Broadway till Duvemåla.

### Soloartist
Toccas första listframgång som soloartist kom 2004 när hon tillsammans med Martin Stenmarck tog sig in på Svensktoppen med duetten I ljus och mörker från albumet Musikäventyret Arn de Gothia.
Debutalbumet Se mig gavs ut 2006, då under flicknamnet Krantz. Uppföljaren, All I Am, gavs sedan ut 2011. Albumet innehöll bland annat låten Dark Waltz, vilken tog hem flera priser vid musikgalorna Hollywood Music in Media Awards och Indie Music Channel Awards i USA, däribland Best Classical, Recording of the Year och Video of the Year.
Viktorias tredje album, Dream It, kom 2013 och våren 2014 gavs singeln We're Still Young ut i USA. Låten nådde bland annat tredje plats på Billboards lista Hot Single Sales samt prisades i kategorin Best Adult Contemporary på Hollywood Music in Media Awards senare samma år.
År 2015 gavs livealbumet Viktoria Tocca LIVE at the Metropolitan Room ut. Inspelningen och utgivningen av skivan finansierades med hjälp av Toccas fans genom en  Kickstarter-kampanj. Julen 2015 gav Tocca ut EP:n Merry Christmas med sånger som Athair Ar Neamh, Angels All Around och Do You Hear What I Hear.
År 2015 gavs Dream It ut i bland annat Kina och Taiwan. År 2016 tilldelades Tocca IFPI:s pris för bäst säljande klassiska artist i Hongkong. Året efter uppmärksammades dessutom albumet vid One World Music Awards i Storbritannien där det tog hem priset i kategorin Vocal Album of the Year.

### TV
År 1997 deltog Tocca i talangtävlingen Scenen är din som sändes på Kanal 5. Hon framförde Du måste finnas ur Kristina från Duvemåla och kom på andra plats.
År 2003 medverkade hon i Melodifestivalen som körsångerska/dansare till bidraget Evig kärlek framförd av Nanne Grönwall under den tredje deltävlingen i Luleå.
År 2007 tävlade Tocca i tv-programmet West End Star på TV3, där både erfarna artister och amatörer i ett Idol-liknande format konkurrerade om en roll i Monty Pythons musikal Spamalot på West End i London. Hon slutade på fjärde plats.

### Övrigt
Vid EM i konståkning 2003 uppträdde Tocca live på isen under Europamästarinnan Irina Slutskajas avslutningsuppvisning inför 350 miljoner TV-tittare.
År 2007 sjöng hon den officiella låten Vinterdröm/Nordic Light till Stockholm International Horse Show och uppträdde även live i Globen i samband med tävlingarna.

## Producent

### Från Broadway till Duvemåla
År 2016 satte hon upp en egen föreställning, musikalkonserten Från Broadway till Duvemåla i Berwaldhallen i Stockholm. Föreställningen har sedan dess turnerat över hela Sverige.

### Musikalpodden
År 2016 startade Tocca Musikalpodden, en podcast där hon tillsammans med gäster samtalar om allt som har med musikaler att göra, både framför och bakom kulisserna. Bland gästerna finns Rennie Mirro, Gunilla Backman, Linus Wahlgren, Emmi Christensson, Philip Jalmelid och Annika Herlitz.

### Musikalstipendium
År 2016 instiftade Tocca Sveriges första musikalstipendium med syftet att lyfta fram nya svenska talanger.

#### Stipendiater
- 2016 – Hanna Boquist
- 2017 – Linnea Rydqvist
- 2018 – Mattias Disman & Moa Pellegrini
- 2019 – Robert Högström
- 2020 – Inget stipendium delades ut pga COVID-19
- 2021 – Inget stipendium delades ut pga COVID-19
- 2022 – Emma Wihlborg

### Broarna i Madison County
År 2018 satte hon upp och producerade den svenska uppsättningen av Broadwaymusikalen Broarna i Madison County, en föreställning där hon även spelade den kvinnliga huvudrollen. Musikalen spelades på Maximteatern i Stockholm och Slagthuset i Malmö under hösten 2018.

### Evergreen – en hyllning till Barbra Streisand
År 2019 producerade hon föreställningen Evergreen – en hyllning till Barbra Streisand, en konsert där sångerskan Malena Tuvung tolkar Barbra Streisands mest älskade låtar.

### Jesus Christ Superstar på Dalhalla
Sommaren 2022 producerade Tocca en konsertversion av musikalen Jesus Christ Superstar på Dalhalla med bland andra Linus Wahlgren och Peter Stormare i huvudrollerna.

### Kristina från Duvemåla på Dalhalla
Sommaren 2022 producerade Tocca konsertversionen av musikalen Kristina från Duvemåla på Dalhalla, där hon även spelade huvudrollen som Kristina mot bland andra John Martin Bengtsson och Marianne Mörck.

## Roller
| År        | Roll          | Produktion                   | Spelplats                                     |
| --------- | ------------- | ---------------------------- | --------------------------------------------- |
| 2022      | Kristina      | Kristina från Duvemåla       | Rättvik (Dalhalla)                            |
| 2018      | Francesca     | Broarna i Madison County     | Stockholm (Maximteatern) & Malmö (Slagthuset) |
| 2012      | Hanna         | Det hände i Hårga            | Acktjära                                      |
| 2004      | Cecilia       | Musikäventyret Arn de Gothia | Rättvik (Dalhalla)                            |
| 2001–2003 | Christine     | The Phanthom of the Opera    | Köpenhamn (Det Ny Teater)                     |
| 2001      | Daphne        | Apollo & Daphne              | Füssen (Musical Theater Neuschwanstein)       |
| 2000–2001 | Sissi         | Ludwig II                    | Füssen (Musical Theater Neuschwanstein)       |
| 1998      | Diana Morales | A Chorus Line                | Timrå (Teater Thalia)                         |
| 1998      | Evita         | Evita                        | Växjö (Växjö konserthus)                      |
| 1997      | Rapunzel      | Into the Woods               | Göteborg (Artisten)                           |

## Utmärkelser
- 2011 – Best Classical (Dark Waltz) – Hollywood Music in Media Awards
- 2011 – 9 utmärkelser, bland annat Artist of the Year, Video of the Year och Recording of the Year (Dark Waltz) – Indie Music Channel Awards[26] (USA)
- 2013 – 5 utmärkelser, bland annat Best Easy Listening Artist (Stay), Best Classical Video och Best Soundtrack Song (Moonlight) – Indie Music Channel Awards[27] (USA)
- 2014 – Best Adult Contemporary (We're Still Young) – Hollywood Music in Media Awards (USA)
- 2016 – Album of the Year (Dream It) – Indie Music Channel Awards (USA)
- 2016 – Best Selling Classical Artist (Dark Waltz) – IFPI Hong Kong Top Sales Music Awards (Hongkong)
- 2017 – Vocal Album of the Year (Dream It) – One World Music Awards (UK)